# Mitja Margon
Mitja Margon, slovenski jadralec, * 28. september 1971, Portorož.
Margon je za Slovenijo v razredu 470 nastopil na  Poletnih olimpijskih igrah 1996 v Atlanti in na Poletnih olimpijskih igrah 2000 v Sydneyju.
Na obeh olimpijadah je jadral s Tomažem Čopijem, s katerim je leta 1996 osvojil 14. mesto. Na igrah 2000 sta zasedla 9. mesto. 